# Look at Yourself
Look at Yourself (с англ. — «Посмотри на себя») — третий студийный альбом английской рок-группы Uriah Heep, выпущенный 20 сентября 1971 года лейблами Bronze Records в Великобритании и Mercury Records в США.. Это был последний альбом Uriah Heep, в записи которого принял участие основатель и басист Пол Ньютон.
Охарактеризованный как хэви-метал и прогрессивный рок, альбом стал рассматриваться как высшая точка в карьере группы и считается многими поклонниками и критиками одним из лучших альбомов Uriah Heep наряду с Demons and Wizards, выпущенным в следующем году. Основной трек был выпущен как сингл в разных странах, за ним последовал «July Morning», выпущенный в Японии в 1972 году.
Песня «July Morning» вдохновила на болгарскую традицию, известную под одноимённым названием July Morning или «Julaya», собираться на пляже на побережье Чёрного моря утром 1 июля, чтобы полюбоваться восходом солнца.
Альбом упоминается в книге Дэвида Седариса Barrel Fever в разделе «История Дона».
Look at Yourself был ремастирован и переиздан Castle Communications в 1996 году с тремя бонус-треками, а затем снова в 2003 году в расширенном подарочном издании. В 2017 году Sanctuary Records выпустили двухдисковое подарочное издание.

## Об альбоме
Диск поднялся до #39 в UK Albums Chart и до #93 в Billboard 200. Заглавный трек вышел синглом в США, Великобритании и нескольких европейских странах в 1971 году. В 1973 году в США синглом была выпущена концертная версия «July Morning».
Оригинальный вариант обложки (по замыслу Мика Бокса) предусматривал прорезь и «зеркальце» из фольги, в котором глядящий видел своё искаженное изображение. Та же идея реализована и на обратной стороне обложки.
В ремастеринг 1996 года вошли сингловая версия «Look At Yourself» (3:07), а также ранее исключенный из списка трек «What’s Within My Heart» (Хенсли, 5:23)

## Песни альбома
Центральная вещь альбома, эпическая «July Morning», явилась (по словам Кена Хенсли) символом того направления, в котором в тот момент начала развиваться группа. Хотя, позже он рассказывал, что написал эту песню за год до выхода альбома:

Я эту песню написал в 70-м году. То есть это было во время турне, посередине турне по Англии, сидел в автобусе, ждал остальных — они там везде бегали вокруг, и я очень долго просидел в автобусе в ожидании. Что оставалось делать? Взял гитару, стал наигрывать, и постепенно пришла песня. И это действительно было июльское утро, более того это было 3 часа утра…
Соавтор композиции, Дэвид Байрон, продемонстрировал в ней выдающуюся вокальную работу, которая (по словам рецензента All Music Guide) стала «образцом для вокалистов нового поколения, в частности, Роба Хэлфорда»

## Список композиций
Все песни написаны Кеном Хенсли, за исключением тех, авторы которых обозначены:
| №  | Название           | Автор(ы)       | Длительность |
| -- | ------------------ | -------------- | ------------ |
| 1. | «Look at Yourself» |                | 5:09         |
| 2. | «I Wanna Be Free»  |                | 4:00         |
| 3. | «July Morning»     | Байрон, Хенсли | 10:32        |

| №  | Название              | Автор(ы)                 | Длительность |
| -- | --------------------- | ------------------------ | ------------ |
| 4. | «Tears in My Eyes»    |                          | 5:01         |
| 5. | «Shadows of Grief»    | Байрон, Хенсли           | 8:39         |
| 6. | «What Should Be Done» |                          | 4:15         |
| 7. | «Love Machine»        | Мик Бокс, Байрон, Хенсли | 3:37         |

| №  | Название                   | Длительность |
| -- | -------------------------- | ------------ |
| 8. | «Look at Yourself» (сингл) | 3:07         |
| 9. | «What's Within My Heart»   | 5:23         |

| №   | Название                                           | Автор(ы)         | Длительность |
| --- | -------------------------------------------------- | ---------------- | ------------ |
| 8.  | «What's Within My Heart»                           |                  | 5:23         |
| 9.  | «Why» (ранняя версия)                              | Мик Бокс, Байрон |              |
| 10. | «Look At Yourself» (сингл)                         |                  | 3:19         |
| 11. | «Tears in My Eyes» (расширенный микс)              |                  | 5:38         |
| 12. | «What Should Be Done» (альтернативная версия)      |                  | 4:26         |
| 13. | «Look at Yourself» (концертная версия Би-би-си)    |                  | 4:32         |
| 14. | «What Should Be Done» (концертная версия Би-би-си) |                  | 3:26         |

## Участники записи
- Дэвид Байрон — вокал
- Кен Хенсли — орган, фортепиано, гитара, вокал
- Мик Бокс — ведущая гитара, акустическая гитара
- Пол Ньютон — бас-гитара
- Иэн Кларк — ударные

приглашённые музыканты
- Манфред Манн — синтезатор («July Morning»)
- Тед (англ. Teddy Osei), Мак (англ. Mack Tontoh) и Лоти (англ. Laughty Amao), участники Osibisa — перкуссия, «Look At Yourself»